# Seitenabfahreinrichtung

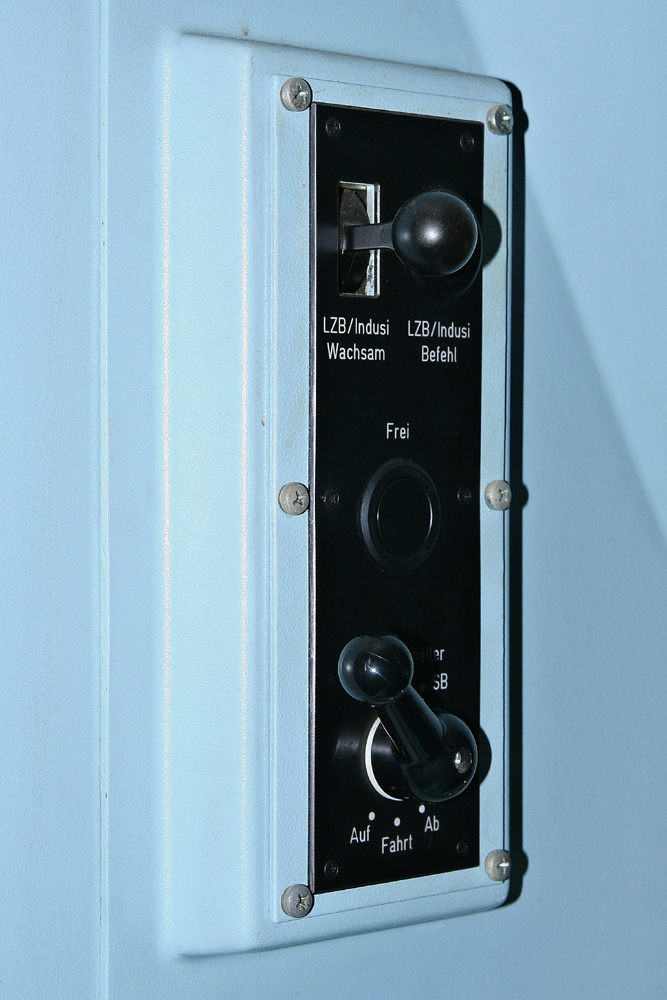
Seitenabfahreinrichtung der Baureihe 101

Eine Seitenabfahreinrichtung ermöglicht es dem Triebfahrzeugführer eines Schienenfahrzeugs, nach einem Halt an einem Bahnhof abzufahren und dabei gleichzeitig aus dem Seitenfenster des Fahrzeuges zu sehen. Letzteres ist bei gewissen Abfertigungsvorgängen notwendig, um sicherzustellen, dass bei Abfahrt des Zuges keine Gefahr (etwa für eine in der Tür eingeklemmte Person) besteht. Die Seitenabfahreinrichtung befindet sich daher direkt neben den beiden Seitenfenstern; bei manchen Fahrzeugen jedoch nicht auf der Fensterseite, an der auch das Führerpult ist. Einige Fahrzeuge wie beispielsweise der ICE 3 verfügen über keine derartige Einrichtung mehr.
Mit der Seitenabfahreinrichtung ist es möglich, durch einen drehbaren Schalter Zugkraft aufzuschalten (Position Auf), die Zugkraft konstant zu halten (Position Fahrt) und die Zugkraft zu verringern (Position Ab). Außerdem kann der Hebel im Gefahrenfall in die Stellung SB verlegt werden, wodurch eine Schnellbremsung eingeleitet wird. Darüber hinaus enthält die Seitenabfahreinrichtung auch die Bedienelemente der punktförmigen Zugbeeinflussung sowie oft auch einen Taster für das Makrofon und die Sandstreueinrichtung. Um beim Abfahren mit der Seitenabfahreinrichtung die Sicherheitsfahrschaltung (Sifa) betätigen zu können, ist meist unter dem Fenster ein Sifa-Handtaster angebracht.